# Хаджиев, Анвар Хаджиевич
Хаджиев Анвар Хаджиевич (12 декабря 1957, Кульджа, СУАР, КНР — 17 июля 2009, Астана) — казахстанский правовед, доктор юридических наук, общественный деятель.

## Биография
Родился 12 декабря 1957 г. в г. Кульджа (по другим данным в г. Кашгар), СУАР КНР. В 1962 г. переехал в Казахстан.
С 1983 года, с момента окончания юридического факультета КазГУ им. С. М. Кирова занимался исследовательской, научно-организационной, профессиональной деятельностью. В декабре 1987 г. окончил аспирантуру Академии наук Казахской ССР.
С 1984 г. по 1992 г. являлся сотрудником Института философии и права АН Казахской ССР, преобразованного позднее в Институт государства и права НАН РК. С 1992 г. по ноябрь 1994 г. — старший консультант Конституционного Суда Республики Казахстан, одновременно по совместительству — старший консультант Комитета экологии Верховного Совета РК. С ноября 1994 года по май 1998 года — ученый секретарь института, в 1998—2000 годы декан регионального обучения в Казахском государственном юридическом институте, позднее КазГЮУ.
С сентября 2000 г. — заместитель директора Института экономики и права КазНУ им. аль-Фараби по научной работе и международным связям. С сентября 2006 г. заведующий кафедрой гражданского права и процесса юридического факультета Казахского национального педагогического университета имени Абая.
В 2007—2009 гг. — заведующий кафедрой Казахского национального педагогического университета имени Абая. В 2009 г. — заведующий кафедрой гражданского, экологического и природоресурсного права Евразийского национального университета им. Л. Н. Гумилева; заместитель директора научно-исследовательского института при Евразийском Национальном Университете им. Л. Н. Гумилева.

## Научная деятельность
В 1988 году защитил кандидатскую диссертацию, а 2005 году диссертацию доктора юридических наук. Специалист по аграрному, гражданскому, земельному, природоресурсному праву и правовой экологии. Автор более 100 работ по различным аспектам экологического и земельного права, в том числе учебника. Привлекался к разработке и научной экспертизе проектов Указа «О земле» (1995), закона «О земле» (1999—2000), Земельного кодекса РК (2002—2003), Экологического кодекса (2005—2006).

## Основные публикации А. Х. Хаджиева

### Монографии
- Эффективность природоохранного законодательства. Алма-Ата, Наука, 1988 (в соавт.: Еренов А. Е. и др.)
- Совершенствование правовых основ земельной реформы в Республике Казахстан. Алматы: «Жетi Жарғы», 1996. (соавт.: Еренов А. Е. и др.).

### Учебники и учебное пособие
- Земельное право Республики Казахстан (Общ. часть). Учебник. Алматы: Данекер, 2001. — 300 с. (в соавт.)
- Хаджиев А. Х. Земельное право Республики Казахстан: учеб. пособие для студентов, обучающихся по специальности «Юриспруденция». — 2-е изд., перераб., доп. — Алматы: Юрист, 2002. — 375 с. — ISBN 9965-431-36-1.

### Статьи
- Актуальные вопросы введения и функционирования права частной собственности на земли сельскохозяйственного назначения // В кн. Законодательное обеспечение реформ в агропромышленном комплексе Республики Казахстан: состояние и проблемы. Астана: Парламент, 1999. — С. 473—491
- Аграрные и земельные преобразования в Казахстане: правовое обеспечение // Журнал российского права (М.) 2002. No 10. — С. 112—122
- К вопросу введения права частной собственности в контексте проблем рыночного и хозяйственного оборота сельскохозяйственных земель Республики Казахстан // В кн. Библиотека земельного права. Земельное законодательство и судебная практика. Алматы, 2002. — С. 46-60
- Некоторые проблемы теоретических и нормативных основ права частной собственности и иных вещных прав на землю в Казахстане // Аграрное и земельное право. М., 2005. — С. 87-97
- The draft Enviromental code of the Republic of Kazakhstan: some fundamental conceptual and regulatory requirements // Subsoil use and law. 2006. No 1. — Р. 203—235

## Общественная деятельность
В 2005—2007 гг. был членом общественной Палаты экспертов при Мажилисе Парламента РК. В 2009 г. был избран в состав Ассамблеи народа Казахстана и его Научно-экспертного совета. Являлся одним из разработчиков концептуального и институционально-правового подходов к обеспечению национальных и межэтнических отношений в контексте дальнейшей консолидации казахстанского общества.